# 천일각

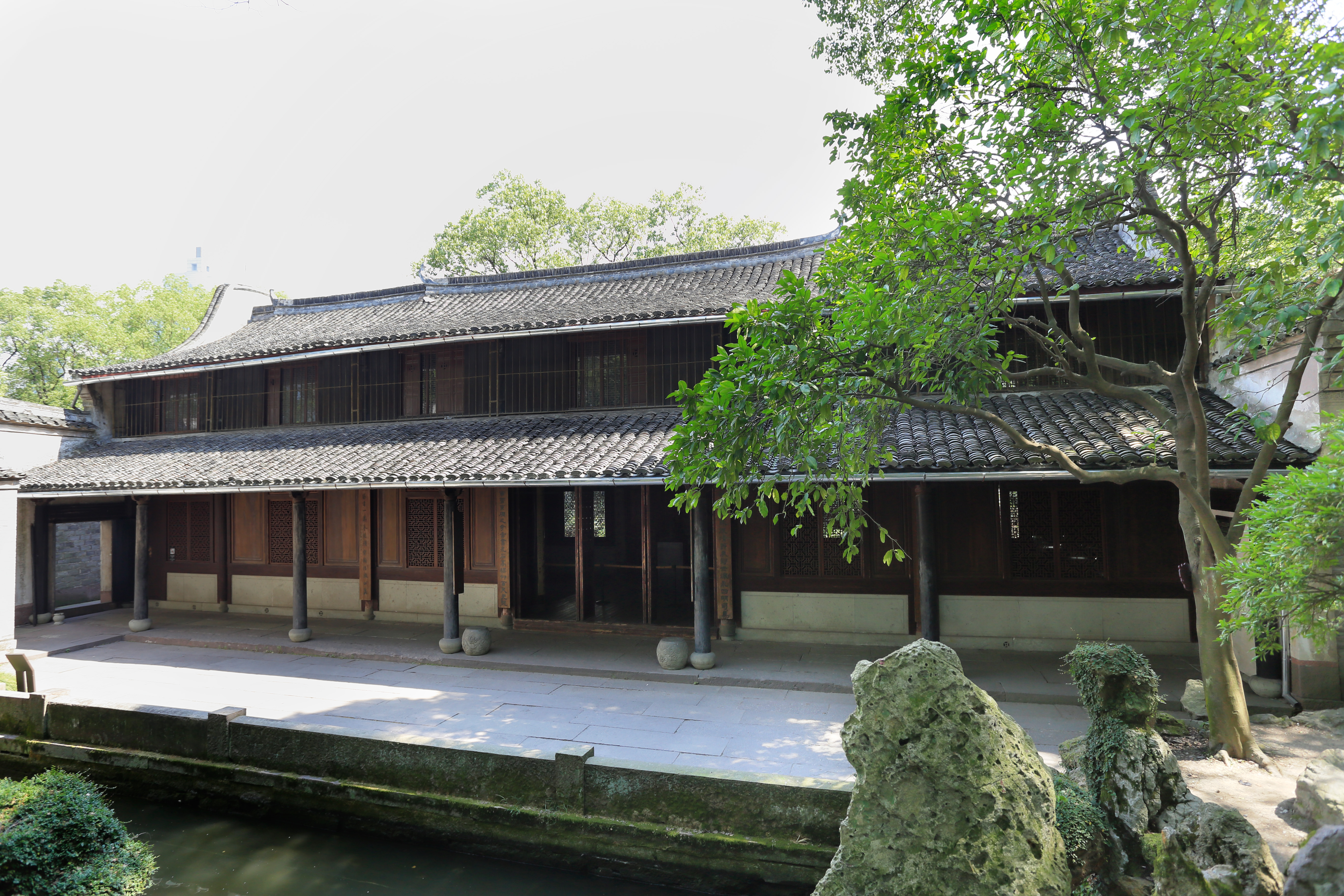
천일각

천일각(天一閣)은 중국에 현존하는 가장 오래된 개인 장서각으로, 중국 저장성(浙江省) 닝보시(宁波市) 월호(月湖) 서쪽의 천일거리(天一街)에 위치하고 있다. 명(明) 가정(嘉靖) 40년(1561년) 당시 병부우시랑(兵部右侍郎)을 맡고 있던 범흠(范欽)이 처음 지었는데, 진귀한 도서 전적을 소장한 도서관일 뿐 아니라 후대 다른 개인 장서각의 탄생에도 영향을 주었다.
총 면적 25,000제곱미터에 달하며, 천일각에는 한때 모두 7만여 권에 달하는 도서가 소장되어 있었다고 전하고 있으나, 근대에 들어서 관리들의 부패로 인해 대부분의 책이 도둑맞거나 관리가 되지 못해 파손되기도 하는 등, 현존하는 책은 1.3만여 권 뿐이다.
중화인민공화국 수립 이후 천일각에 대한 학술 조사 및 기부를 통해서 도서는 다시 30만 권에 이르렀다. 1982년 천일각은 중화인민공화국 국무원 공포로 2급 전국중점문물보호단위(全国重点文物保护单位)의 하나로 지정되었다. 이보다 앞서 천일각이 소재한 닝보 시에 천일각박물관이 세워졌다. 그 역사와 지명도에서 천일각은 닝보 시의 하나의 상징으로 자리매김하고 있다.
15세기에 창립된 이탈리아 체세나의 말라테스티아나 도서관과 피렌체의 메디치 가문 도서관과 함께 세계 3대 개인 장서고의 하나로 꼽힌다.

## 역사

### 창건

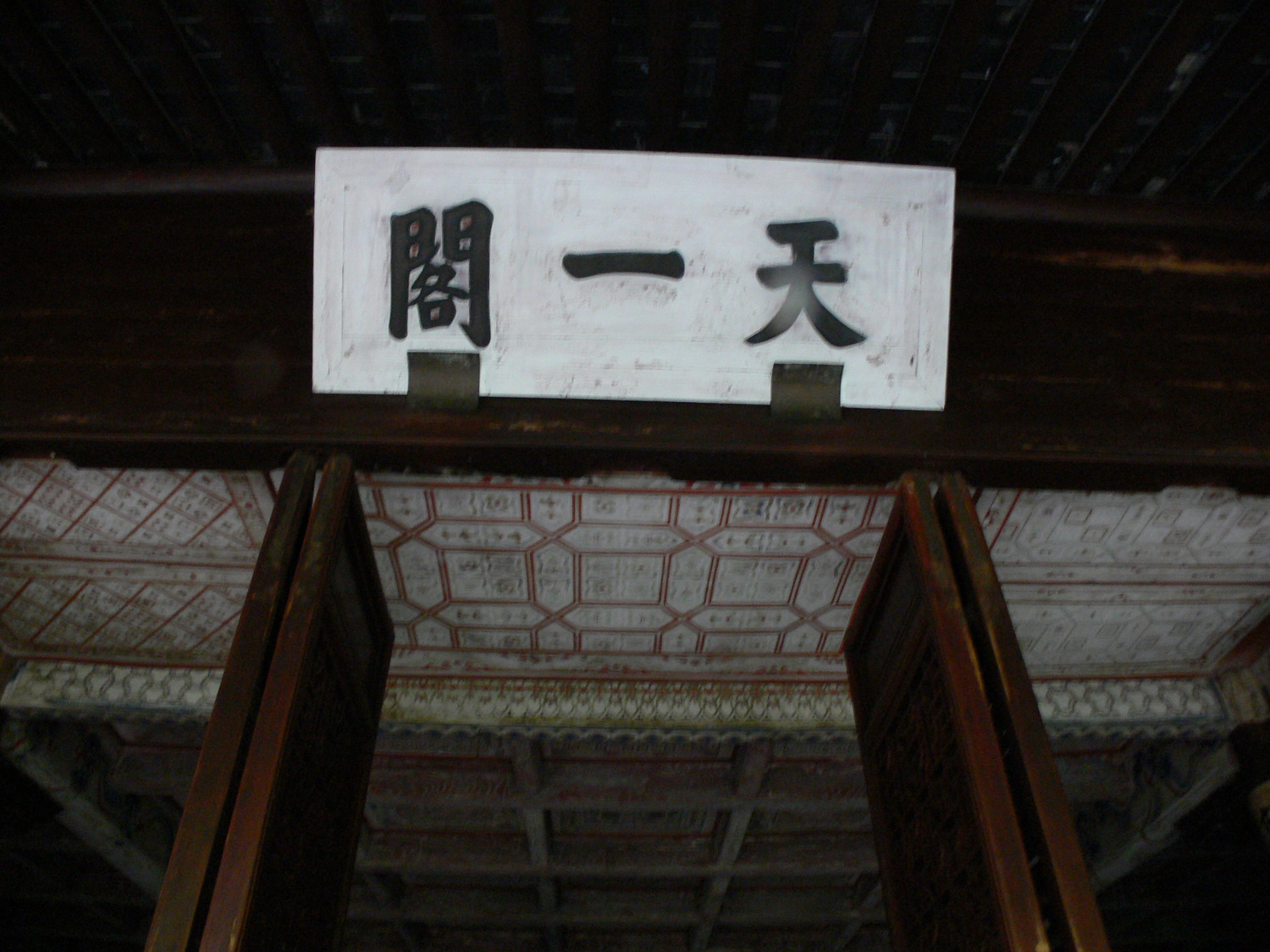
천일각의 현판. 천일각의 이름에는 화재를 막는다는 의미가 담겨 있다.

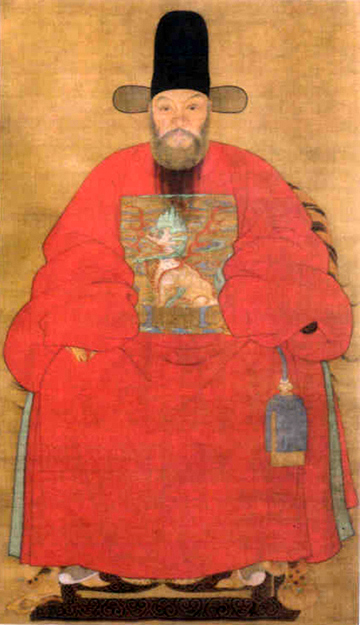
천일각을 처음으로 세웠던 범흠의 초상화.

천일각은 명 가정 40년(1561년)에서 45년(1566년)에 걸쳐 당시의 병부우시랑 범흠이 자신의 개인 장서루로써 처음 지었다. 원래 이름은 동명초당(東明草堂)이었는데, 후한의 정현이 쓴 《역경주》(易经注)의 "천일생수"(天一生水)라는 이름에서 따서 화재를 막는다는 의미로 이름을 바꾸었고, 건축 구도 역시 역경과 비슷하게 따 왔다.
범흠은 독서와 장서를 좋아하였고 관직 생활을 하느라 중국 각지를 돌아다니면서 그 지역의 귀한 도서들을 두루 수집하였다. 소장된 각종 도서의 전적이 7만 권에 달하였는데, 소장 도서는 지방지, 정치 서적, 과거시험 급제자들의 등록(명단), 시문집이 주를 이루는 것이 특색이다. 범흠 자신이 한때 병부우시랑이라는 높은 지위에 있었던 이유도 있어서 그의 장서 가운데 일부는 관공서의 내부 자료도 있었고, 일반 장서가는 얻기 어려운 것이었다. 범흠의 주변에 서예의 대가로 이름 높던 풍방(豊坊)이나 범흠의 조카인 범대철(范大澈, 1524-1610)도 장서가로 알려져 있었지만, 풍방은 너무나 천진하고 열정적인 학자였기 때문에, 또 범대철은 숙부에 대한 열등감과 승부근성이 지나쳤기 때문에 자신들의 장서를 오랫동안 지킬 수 없었다.
관직에서 물러난 뒤 범흠은 자신이 평생 모은 장서를 보관하기 위해 이 천일각을 지었으며, 책에 좀이 먹고 쥐가 쏠아가는 것을 방지하기 위한 온갖 방법을 동원해 책을 보호하였다. 술 마시고 출입하는 것이나 책을 외부로 유출하는 것은 엄금하였다.
범흠은 만력(萬曆) 13년(1585년) 사망하였는데, 전조망(全祖望, 1705.1.29 ~ 1755.8.9)이 쓴 《천일각장서기》(天一閣藏書記)에 따르면 그는 사망하기 전에 자신의 재산을 장서와 나머지 재산(은 1만 냥가량)으로 나누었고, 자녀들을 모아 놓고 은 1만 냥을 택할 것인지 장서를 택할 것인지를 정하게 했다. 범흠의 맏아들 범대중(范大冲)은 나머지 재산의 상속을 포기하는 대신 아버지가 소장했던 7만여 권에 달하는 천일각의 장서를 물려받았고, 이것은 "대대로 책을 흩어 놓지 말 것이며, 책을 천일각 바깥으로 반출시키지 말 것이라"(代不分書，書不出閣)라는 조훈(祖訓)으로 이어졌다.
범대중은 천일각 장서를 유지하고 보완하는 동시에 이를 자손들에게 넘겨줄 때마다 각각의 문과 서고의 열쇠를 따로 나누어 관리토록 해서 가족 구성원 가운데 누구도 개인적으로 서고에 접근하지 못하게 하였으며, 닫힌 문마다 봉지를 붙여서 도둑을 방지하도록 하는 규칙을 세웠고, 이러한 규칙을 따르지 않는 자는 집안의 제사에 참여하는 것이 금지되었다. 범대중을 비롯한 범씨 일가의 후손들 역시 그들의 조상인 범흠이 그랬던 것과 같은 '재산을 택할 것인가 장서를 택할 것인가'에 대한 질문의 대답을 거치게 되었다. 범대중이 정한 천일각의 규칙은 1949년까지 조금씩 보완을 거치면서 유지되었다.

### 청 왕조의 천일각
명 왕조가 멸망하고 청 왕조 강희 4년(1665년) 범흠의 증손자인 범문광(范文光)이 천일각 앞에 정원을 짓고 '구사일상'(九獅一象) 즉 아홉 마리의 사자와 한 마리 코끼리 조각을 갖춰놓는 등 천일각 주변 환경을 개선하였다. 이 시기는 천일각의 장서가 가장 많은 시기이기도 했는데, 당시 천일각의 장서는 5천여 부 7만여 권에 달하였고, 이 수치가 1949년까지 변하지 않고 이어졌다고 한다.
강희 15년(1676년) 범흠의 후손인 범광섭(范光燮)은 이례적으로 천일각을 개방해 천일각에 소장되어 있던 서적 백 종을 전해서 학자들에게 제공하였다. 범흠의 후손을 제외하고 처음으로 천일각에 입성해 그 장서를 읽을 기회를 얻은 것은 당대의 학자 황종희(黄宗羲)였고, 그는 천일각에 소장된 책의 목록을 만들고 아울러 《천일각장서기》를 써서 "범씨가 능히 그 집안을 이으니 예가 범씨에게 있다 하지 않겠는가? 모쪼록 이곳을 구름이나 연기마냥 대하라. 세세토록 자손들이 눈을 부릅뜨고 보고 있느니라"(范氏能世其家，禮不在范氏乎? 幸勿等之云烟过眼，世世子孫如护目睛)라고 범씨 집안을 칭송하였다. 이로부터 천일각은 차츰 폐쇄된 개인 서고에서 벗어나 저명한 학자들에게 개방되었다. 다만 그러한 행운을 얻은 학자들은 그렇게 많지는 않았다.
건륭(乾隆) 38년(1773년) 건륭제(乾隆帝)가 유명한 《사고전서》를 편찬할 때, 범흠의 8세 손인 범주(懋柱)도 천일각의 진본 641종을 바쳤는데, 그것은 수적으로는 당시 중국 2위에다 질적 수준도 일류라 불릴 정도로 많은 진본(珍本)과 선본(善本)을 포함하고 있었다. 그 바쳐졌던 책 가운데 5/7이 《사고전서총목》에 수록되었고, 1/6은 전본이 초록되었는데, 이때 북경에 바쳐졌던 장서들은 그대로 청의 황실 도서관에 수장되어 버려 천일각으로 돌아오지 못하였고, 천일각의 장서는 4819부로 줄었다. 대신 청 조정은 건륭 39년(1774년) 6월에 특별히 유지를 내려서 천일각의 장서 제공에 대한 은상으로써 《고금도서집성》 1부를 내렸으며, 항주직조(杭州织造) 인저(寅著)를 보내 천일각의 건축 구조를 보게 하여 문연각(文渊閣)ㆍ문원각(文源閣)ㆍ문진각(文津閣)ㆍ문소각(文溯閣)  등 이른바 '내정사각'(内廷四阁)이라 불리는 황실도서관을 자금성과 열하 등 황제가 머무는 곳마다 지었는데, 이것은 천일각의 건축 구조를 모방한 것으로 청 왕조 이전부터 귀중한 서적을 보관해왔던 천일각처럼 《사고전서》를 보관하는 새로운 도서관 역시 오랫동안 보존될 수 있기를 기원한 것이었다. 건륭 44년(1779년) 6월에는 범씨 가문에 예수회 선교사 주세페 카스틸리오네(중국명 낭세녕)이 제작한 《평정회부득승도》(平定回部得勝圖) 16폭을 하사하였고, 52년(1787년) 2월에도 《평정양금천전도》(平定两金川战图) 12폭을 하사하였다.

### 위기
도광(道光) 20년(1840년) 아편전쟁이 발발, 이듬해인 1841년 닝보가 영국군에 함락되었을 때, 천일각도 약탈당하여 이곳에 소장되어 있던 《대명일통지》(大明一统) 등의 장서 수십 종이 외부로 유출되었다. 도광 27년(1847년)까지 천일각에는 2,223부의 도서만이 남아 있었는데, 함풍(咸豊) 11년(1861년)에는 태평천국의 난으로 태평천국군에 의해 닝보가 함락되었는데, 혼란의 와중에 도적들이 천일각의 장서를 훔쳐 팔기도 했다(일부 서적은 범흠의 10세 손인 범방수에게 돌아왔다).
중화민국 시대 쑤어푸청(薛福成)이 편찬하게 한 《천일각현존서목》에 따르면 광서(光緖) 10년(1884년)까지 천일각에는 원래 소장하던 장서 2,152부 총 17,382권에 《고금도서집성》 8462권이 보관되어 있었는데, 중화민국 창건 후인 1914년 당시 대도라 불리던 쑤어지웨이(薛继渭)가 천일각에 잠입하여, 건물 밖 도둑들과 합세해 천일각 소장 서적을 훔쳐내어 상하이로 반출해 서점에 가져다 팔았다. 이 서적들은 후에 상무인서관(商务印书馆)의 주인 장유안지(张元济)가 많은 돈을 들여서 일부를 회수하였으나, 이때의 도난 사건으로 천일각의 장서 1천 부가 소실되었다.
1933년 9월 18일, 태풍으로 천일각이 파손되었다. 인 현(鄞县)의 현장 천바오린(陈宝麟)의 지원으로 펑밍주안(冯孟颛), 량주팅(杨菊庭) 등 지방 인사들과 범씨 후손들이 함께 세운 중수천일각위원회(重修天一阁委员会)가 닝보부 부립학교 내에 있던 존경각을 천일각으로 옮기고, 아울러 80여 편의 비각을 천일각 후원으로 옮겨서 밍저우 비림(明州碑林)을 조성하였다. 또한 존경각 서쪽에 천진재(千晋齎)를 세워서 닝보의 학자 바랸(马廉)이 수집한 역대 오래된 벽돌과 허물어진 닝보 성벽의 옛 성돌을 모아 진열하였다.

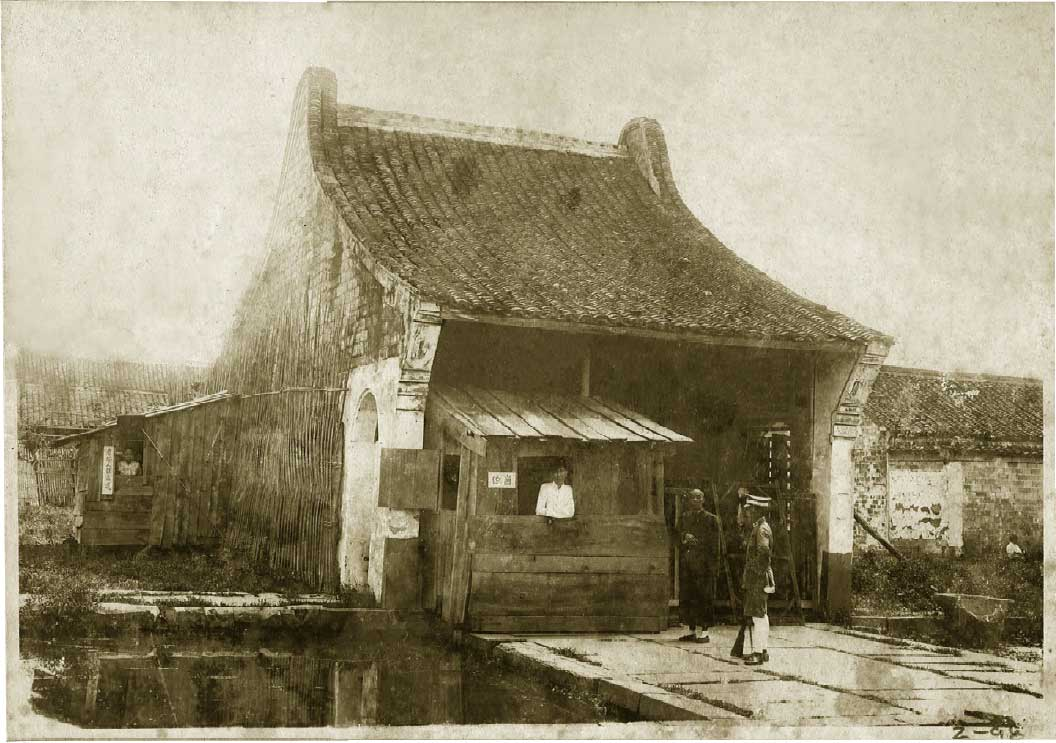
1933년 천일각 재건 당시의 사진. 장서는 외부로 옮겨졌으며, 정부는 군대를 파견하여 수비하였다.

1937년 중일전쟁이 발발하였을 때, 천일각의 장서들은 모두 보존을 위해 바깥으로 반출되어 외부로 옮겨졌다. 천일각이 세워진 지 370년 만의 일이었다. 우선 세 상자의 책들이 1937년 8월 17일 천일각에서 반출된 것을 시작으로 1939년 1월 5일에 2차로 명대 이전의 판각본 여덟 상자도 천일각을 떠나 시골로 옮겨졌고, 1939년 4월 12일에 앞서 반출된 장서들과 함께, 천일각에 그때까지 남아 있던 장서 28상자 9080책을 현청이 봉인하여 룽취안 현(龙泉县) 후방으로 반출, 다시 향(跶石乡)에 잠시 보관해 두었는데, 저장 성 도서관의 장서도 이곳에 함께 보관되었다. 전쟁이 끝난 뒤 항저우(杭州)로 옮겨졌다가 1946년 12월 16일에야 천일각으로 돌아올 수 있었고, 이듬해 3월 1일부터 3일까지 천일각 건립 이래 처음으로 공개 전시되었다.
중화인민공화국 수립을 앞두고 저우언라이(周恩来)는 천일각 보호를 지시했다. 때문에 닝보 점령 후 해방군파는 천일각을 보호하였고, 이후 문화대혁명의 광풍도 피해갈 수 있었다. 1949년 6월 9일 닝보군사관제위원회(宁波军事管制委员会)가 천일각을 접수 관리하였고, 아울러 이곳을 비영리 기관으로 지정해 범흠의 후손인 판인싱(范盈性)、판루구이(范鹿其)가 그 관리를 맡았다. 닝보 지역의 장서가들도 나서서 자신들의 개인 장서를 천일각에 기증해 천일각의 장서는 더욱 풍성해졌다.
1982년에는 천일각이 2급 전국 중점문화재보호단위로 선정되었다.

### 현재
천일각은 현재 30만 권의 장서를 보유하고 있으며, 여전히 증가하고 있고, 고서적 복구 전담 부서를 두고 있다. 2010년 말, 천일각 고서적 디지털화 플랫폼이 구축되어, 보존 상태가 좋은 판본 위주로 고서적 3만 권이 디지털화되어 온라인으로도 천일각의 장서를 열람할 수 있게 되었다.

## 장서
천일각에 현존하는 고서의 선본은 대부분 명대의 각본이나 초본이며, 어떤 것은 이미 중국 전체를 통들어 이곳에만 존재하는 고본이 되었다. 소장품 중 가장 희귀한 것은 명대의 지방지와 과거록으로 각각 271종과 370종이다. 과거 기록은 진사·회시와 향시의 세 종류로 나뉘는데, 소장량은 보존 문헌의 8할 이상을 차지한다. 그 가운데 가장 중요한 것은 명 홍무 4년(1371년)의 수과부터 만력 11년(1583년)까지 512과에 대해 온전하게 보존된 《진사등과록》(进士登科录)이다.
천일각에 소장된 고서 가운데 한국사 관련 서적으로 한치윤의 《해동역사》에는 《사고전서총목》을 인용하여, 송대 서긍의 《고려도경》의 기록을 초록한 《봉사고려기》(奉使高麗記), 명대 동월(董越)의 《조선부》(朝鮮賦)가 언급되었다. 또한 명대 군부를 총괄했던 군문 형개(邢玠)가 만력 25년(1597년)부터 28년(1600년)까지 전란과 관련된 중대한 군무를 담은 주본을 명 조정에 보고한 《경략어왜주의》(經略御倭奏議)는 명 조정이 그 주본의 내용을 검토하고 신종 황제가 재가 내용을 기술하여 사료적 가치가 높고, 형개 본인이 정유재란(1597년)에도 참전한 적이 있어서 정유재란 초기 명 군부가 전쟁을 수행하기 위해 필요한 군량이나 그 운송 루트에 대해 기술해 놓아 한국사 연구에 있어서도 중요한 사료가 된다. 이 《경략어왜주의》는 천일각 유일본이며, 원래 10권본이나 5권(권2, 4, 6, 9, 10)만 남아 있다.
1999년에는 상하이사범대학(上海師範大学) 교수 다이지안구오(戴建国)가 천일각 소장 명대 사본 가운데 북송 인종 때에 제정되었으나 이후 산일된 것으로 알려졌던 천성령(天聖令)의 일부(10권)의 사본이 존재하고 있음을 확인하고 학계에 발표하였다.

## 민간 전설
청대의 희곡작가 사곤(谢堃)의 《춘초당집》(春草堂集)에는 천일각을 무대로 하는 한 가지 애정비극을 서술하였는데, 가정 연간에 닝보의 지부(知府)를 맡고 있던 구철경(丘铁卿)의 내질녀인 전수운(钱绣芸)이라는 여성은 책을 좋아하였는데, 오랫동안 천일각에 소장된 책이 많다는 이야기를 듣고 그 책을 열람하고 싶어서 범씨 일문에 시집가고 싶다며 중매를 서 줄 것을 부탁했고 범흠의 후손인 범방주(范邦柱)와 혼인할 수 있었지만, 범방주는 천일각을 관리하는 위치에 있지 않았던 데다 일족의 규칙으로 부녀자의 등정을 금하고 있었기 때문에, 결국 전수운은 죽을 때까지 천일각의 책을 열람하지 못한 채 세상을 떠났다. 임종 직전에 전수운은 남편을 향해서 자신은 죽어서 운초(芸草)로 태어나 책과 함께 있고 싶다는 말을 남겼다고 한다(당시 운초는 책 사이에 끼우거나 책상자에 책과 함께 넣어두어서 벌레먹는 것을 방지하였다).
한국의 작가 김이경이 2018년 전수운의 전설을 소재로 하는 단편소설 〈봄꿈〉을 썼다.